# ATF (protéine)
Pour les articles homonymes, voir ATF.
Les ATF (pour « Activating transcription factor ») sont une famille de protéines jouant un rôle de facteur de transcription et comportant un domaine bZIP.
Elle comporte plusieurs membres : ATF1, ATF2, ATF3, ATF4, ATF5, ATF6, et ATF7.